# Maranguape
Maranguape es un municipio brasileño del estado del Ceará.
Es el lugar de nacimiento del historiador y jurista Capistrano de Abreu y del comediante Chico Anysio.